# 다관절 로봇

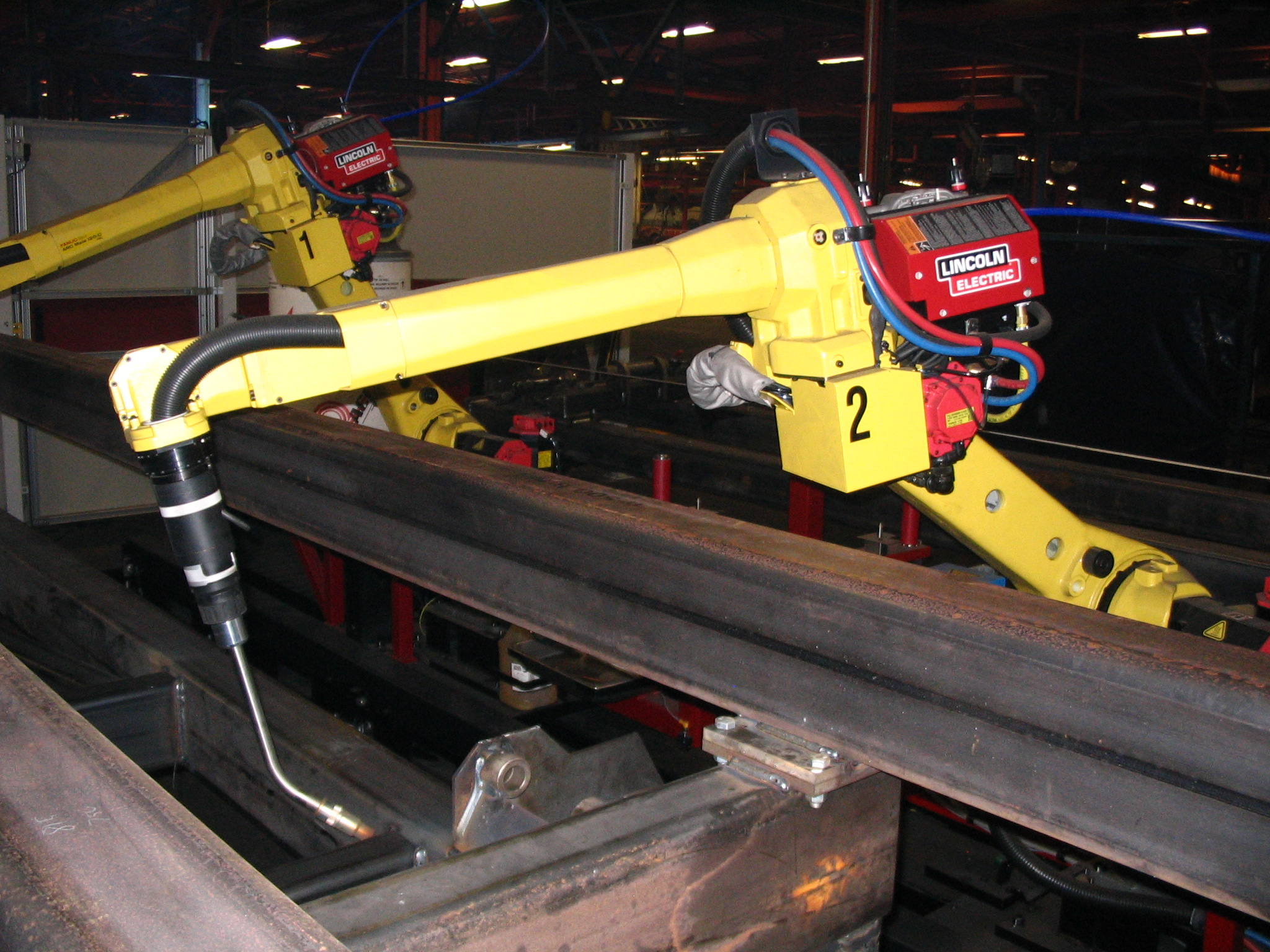
6축 다관절 용접 로봇이 고정물에 용접 중이다.

다관절 로봇은 회전 관절이 있는 로봇을 이른다. ( 보행 로봇이나 산업용 로봇 등 ). 다관절 로봇은 2축 관절의 단순한 구조에서 10개나 그 이상의 관절이 있는 복잡한 구조에 이르기까지 다양한 범위를 포함한다. 전기 모터나 다른 다양한 동력 기관으로 구동될 수 있다.
로봇 팔 등의 유형의 로봇은 다관절 구조이거나 아닐 수 있다.

## 작동중인 다관절 로봇

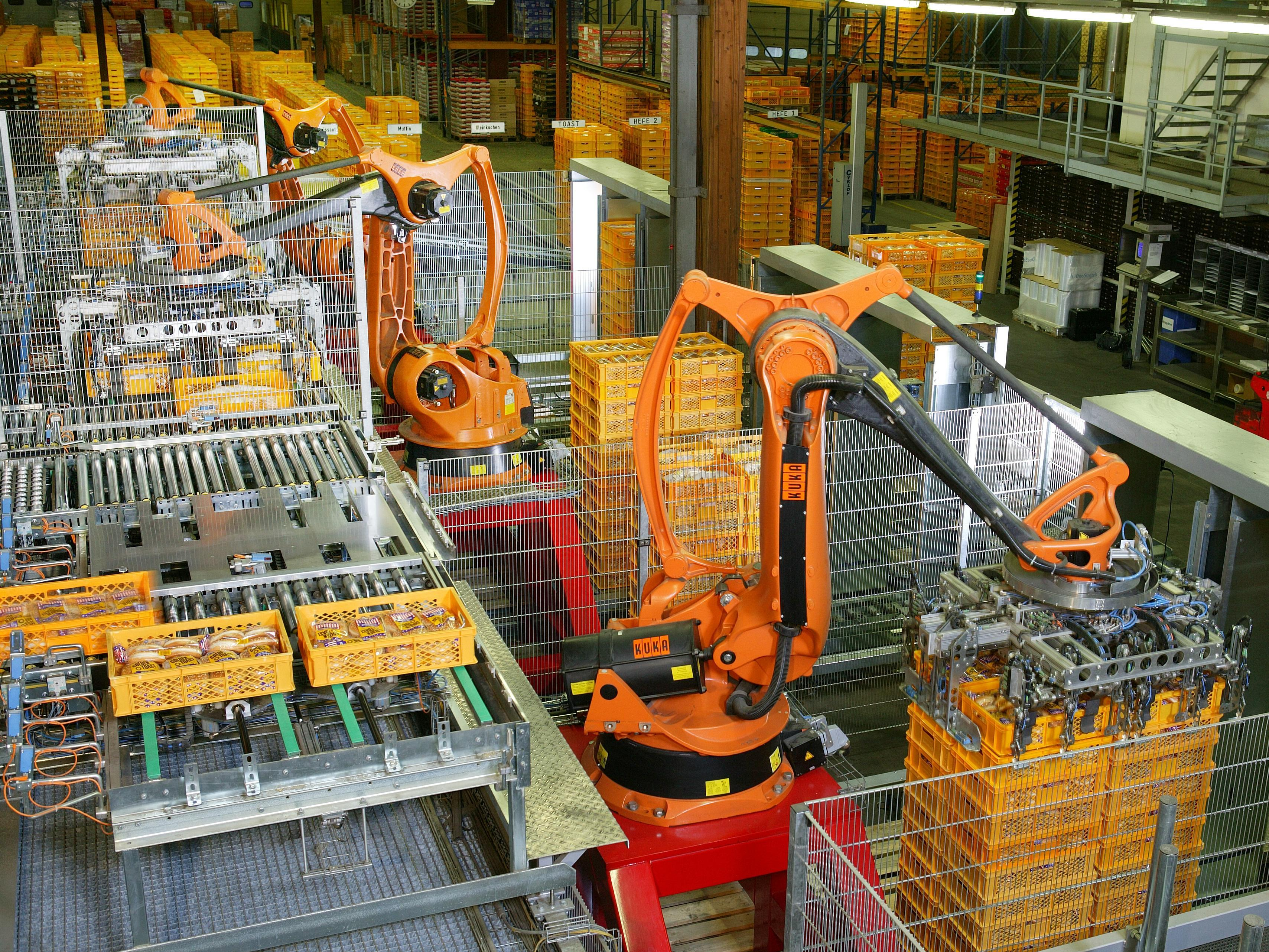
식품을 팔레 타이 징하는 로봇 (베이커리)
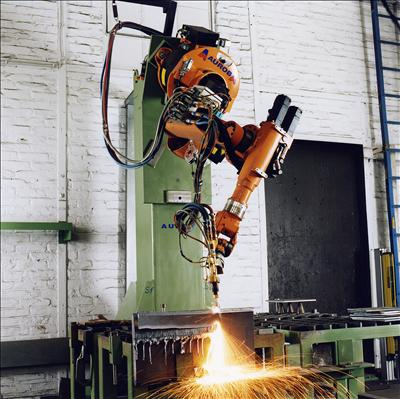
강철 교량 제조, 강철 절단
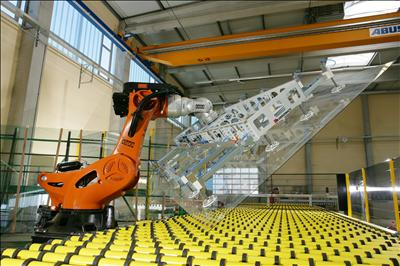
평면 유리 핸들링, 500 개를 가진 헤비 듀티 로봇 kg 탑재량
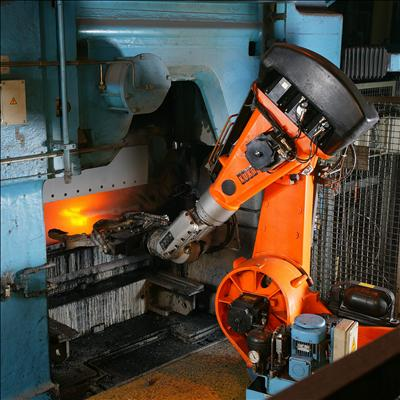
파운드리 산업 자동화, 내열 로봇
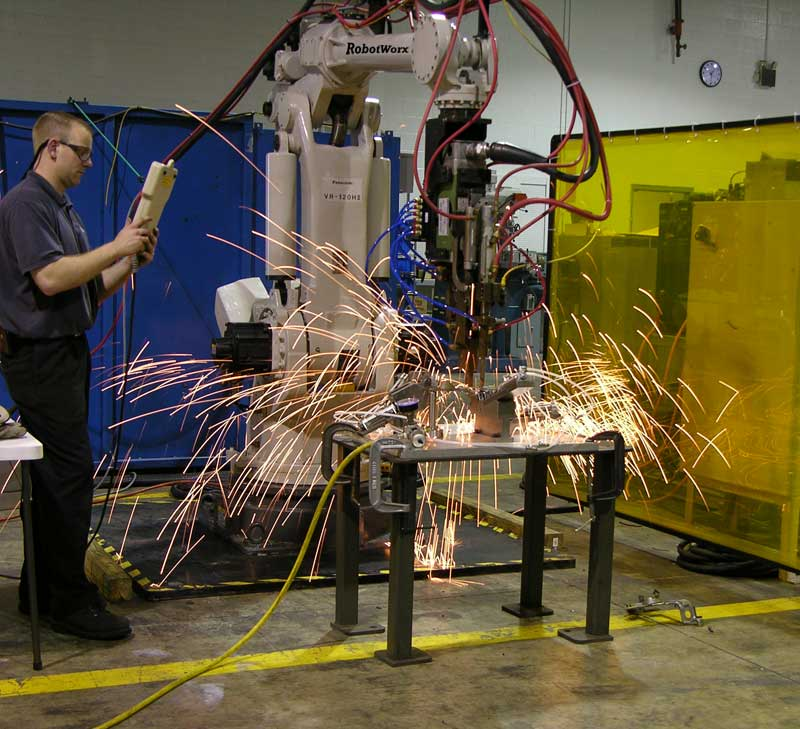
[en→ko]Spot Welding Robot

## 관련된 단어의 정의
다관절 로봇 : 그림 참조. 다관절 로봇은 작업 영역의 한 지점으로 이동하기 위해서 세개의 회전 관절을 전부 이용한다. 일반적으로 관절은 "사슬"같아서 하나의 관절이 다른 관절을 보조한다.
연속 경로 : 입력 또는 명령이 원하는 모션 경로를 따라 모든 지점을 지정하는 제어 체계이다. 경로는 조작기 관절의 조정 된 동작에 의해 제어된다.
자유도 (DOF) : 엔드 이펙터가 움직일 수 있는 독립적 인 모션의 수로, 매니퓰레이터의 모션 축 수로 정의된다.
그리퍼 (Gripper) : 마지막 조작기 링크의 자유 끝에 부착 된 잡거나 잡는 장치이다. 로봇의 손 또는 엔드 이펙터라고도한다.
유효 하중 : 최대 가반 하중은 로봇 매니퓰레이터가 정격 정밀도를 유지하면서 감속 된 속도로 운반하는 중량이다. 정격 하중은 정격 정밀도를 유지하면서 최대 속도로 측정돠다. 이러한 등급은 페이로드의 크기와 모양에 따라 크게 달라진다.
픽 앤 플레이스 사이클 : 그림 참조. 픽 앤 플레이스 사이클은 다음 동작 시퀀스를 실행하는 데 걸리는 시간 (초)이다. 1인치 아래로 이동하고 정격 탑재 하중을 파악한다. 1인치 위로 이동한다. 12 인치를 가로 질러 이동한다. 1인치 아래로 이동한다. 풀다; 1인치 위로 이동한다. 시작 위치로 돌아간다.
도달 거리 : 로봇베이스의 중앙에서 손목 끝까지의 최대 수평 거리이다.
정확도 : 그림 참조. 로봇이 달성하려는 지점과 실제 결과 위치 간의 차이이다. 절대 정확도는 로봇 제어 시스템에서 지시 한 포인트와 조작기 암이 실제로 달성 한 포인트 간의 차이이며, 반복성은 동일한 포인트를 겨냥했을 때 조작기 암의 사이클 간 변동이다.
반복성 : 그림 참조. 동일한 제어 신호가 제공 될 때 동일한 동작을 반복하거나 동일한 지점을 달성하는 시스템 또는 메커니즘의 능력이 있다. 특정 작업을 수행하려고 할 때 시스템의주기 간 오류가 있다.
해상도 : 그림 참조. 메커니즘의 제어 시스템에서 감지하거나 제어 할 수 있는 최소 동작 또는 거리 증분이다. 모든 조인트의 분해능은 회 전당 인코더 펄스 및 구동 비율의 함수이며 공구 중심점과 조인트 축 사이의 거리에 따라 다르다.
로봇 프로그램 : IBM과 호환되는 개인용 컴퓨터를위한 로봇 통신 프로그램이다. 터미널 에뮬레이션 및 유틸리티 기능을 제공한다. 이 프로그램은 모든 사용자 메모리와 일부 시스템 메모리를 디스크 파일에 기록 할 수 있다.
최대 속도 : 모든 관절이 상호 보완적인 방향으로 동시에 이동하면서 최대 확장으로 움직이는 로봇 끝의 복합 최대 속도이다. 이 속도는 이론상 최대 값이며 특정 응용 프로그램의주기 시간을 예측하는 데 어떤 상황에서도 사용해서는 안된다. 실제 속도의 더 나은 척도는 표준 12 인치 픽 앤 플레이스 사이클 시간이다. 중요한 애플리케이션의 경우 달성 가능한주기 시간의 가장 좋은 지표는 물리적 시뮬레이션이다.
Servo Controlled : 메커니즘의 현재 위치와 원하는 출력 위치 사이의 오류에 의해 결정되는 구동 신호에 의해 제어된다.
Via Point : 로봇의 도구가 멈추지 않고 통과해야하는 지점이다. 비아 포인트는 장애물을 넘어서 이동하거나 동작의 일부에 대해 팔을 더 낮은 관성 자세로 가져 오도록 프로그래밍된다.
Work Envelope : 로봇 조작자가 도달 할 수 있는 경계를 정의하는 3차원 모양이다. 도달 범위라고도한다.

## 같이 보기
- 자유도 (엔지니어링)
- 관절 형 소프트 로봇
- 로보틱스 제품군
- 산업용 로봇
- 우주 비행에 사용되는 로봇 팔과 크레인 :
  - 우주 왕복선에 사용된 Canadarm
  - ISS에서 사용되는 Canadarm2라고도하는 MSS ( Mobile Servicing System)
  - 2017년 ISS에 설치 될 네 번째 로봇 팔, European Robotic Arm
  - ISS JEM 모듈 Kibo에서 사용되는 일본 원격 조작기 시스템
  - ISS에서 사용되는 SPDM (Special Purpose Dexterous Manipulator)이라고도하는 Dextre
  - Strela , ISS 의 러시아 궤도 세그먼트 (ROS )에서 모바일 서비스 시스템과 유사한 작업을 수행하는 데 사용되는 수동 조작 팔